# 기호쿠정 (에히메현)
기호쿠정(일본어: 鬼北町)은 일본 에히메현 난요 지방에 있는 기타우와군의 정이다. 시만토강 상류, 히로미강 유역의 중산간 지대에 위치한다.

## 지리
기호쿠 분지와 그 주변의 산간부로 이루어져 있고 시가지는 지카나가 지구에 집중되어 있다. 동쪽은 고치현과 접하고 있다.

### 인접한 자치체
- 에히메현
  - 우와지마시, 세이요시, 기타우와군 마쓰노정

- 고치현
  - 다카오카군 유스하라정, 시만토정

## 역사
- 2005년 1월 1일 - 히로미정, 히요시촌이 합병해 탄생했다.

## 경제
임업, 농업이 주산업이고 임업은 쇠퇴가 진행되고 있다. 농업은 벼농사가 대부분을 차지하고 있고 어업은 주로 히로미강에서 행해지고 있으며 은어·뱀장어·황어·산천어·잉어 등이 어획된다.

## 교통

### 철도
- 시코쿠 여객철도 요도선

### 도로
- 국도 197호선
- 국도 220호선
- 국도 381호선
- 국도 441호선